# Peranakan

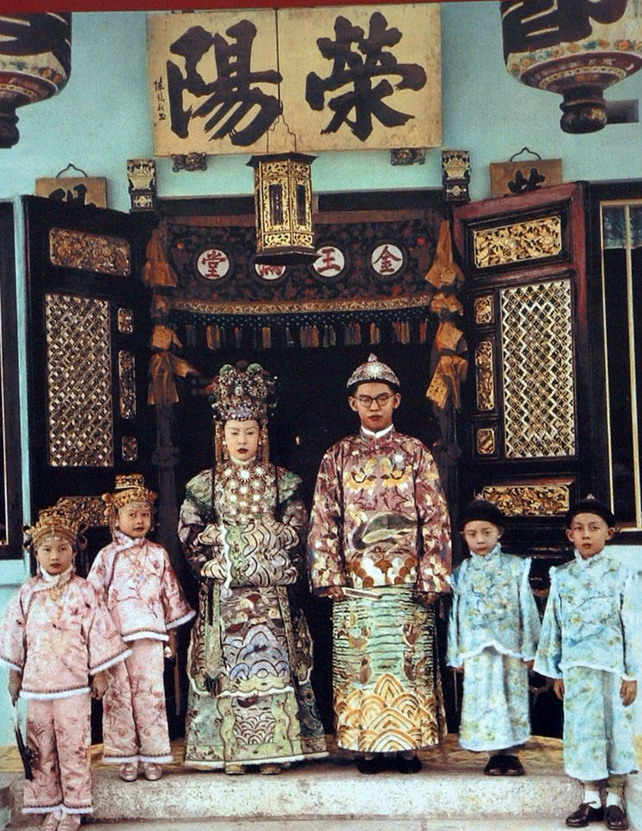
Una fotografia di una coppia di sposi peranakan - Chung Guat Hooi, figlia di Kapitan Chung Thye Phin e Khoo Soo Beow, figlio di Khoo Heng Pan, entrambi di Penang - da un museo della città natia

I peranakan (pəˈrɑːnɑːkɑːn o pəˈrɑːnəkʌn) , cinesi dello stretto o baba-nyonya (zh-HantS, 峇峇娘惹P), sono i discendenti dei primi immigrati cinesi insediati nelle colonie britanniche dagli stretti a Malacca, Penang e Singapore.
Baba (峇峇) sta, nell'idioma cinese, per "padre" e designa gli uomini, mentre Nyonya deriva dal portoghese donha, "dama", e designa le donne.

## Storia
Il termine peranakan risale al XV secolo e identifica coloro nati da matrimoni tra mercanti cinesi e donne malesi, birmani o indonesiane e che avevano in parte adottato le usanze malesi per integrarsi nelle comunità locali. Durante la dominazione britannica, acquisirono una forte influenza nelle colonie dello Stretto e furono persino soprannominati i "cinesi del re".
Oggi, la loro identità distintiva sta tendendo a svanire lentamente, in quanto le giovani generazioni adottano una cultura cinese più standardizzata.
A Giava in Indonesia, il termine peranakan indica più in particolare le comunità di cinesi di razza mista provenienti dalle città di Pasisir (costa nord dell'isola). Nel contesto indonesiano, il loro particolarismo è stato praticamente annullato da quando gli indonesiani li hanno categorizzati come "cino-indonesiani" durante il regime di Suharto (1966-98).
I peranakan di Malacca e Singapore parlano baba malay, una lingua formata da un misto di malese e di hokkien (il dialetto della provincia cinese del Fujian), oltreché inglese.